# Poslanica Hebrejima
Poslanica Hebrejima je jedna od knjiga Novoga zavjeta i Biblije. Premda neki autorstvo pripisuju apostolu Pavlu, većina modernih teologa smatra, da je autor anoniman i nepoznat. Biblijska kratica knjige je Heb. 
Ne zna se autor poslanice. Ona ne počinje Pavlovim spominjanjem poput poslanica, koje je napisao apostol Pavao. Razlikuje se u stilu. Iz teksta, može se zaključiti da je pisac muškarac, da je poznavao Pavlova suradnika Timoteja (Heb 13,23) i da je pisao iz Italije (Heb 13,24). Smatra se, da je napisana između 60. i 100. godine. Namijenjena je određenoj skupini ljudi, Hebrejima obraćenima na kršćanstvo, koji su živjeli u gradu (Heb 13,14) te bili progonjeni: "A spomenite se onih prvih dana kada ste, tek prosvijetljeni, izdržali veliku patničku borbu: ovamo javno izvrgnuti porugama i nevoljama, onamo postavši zajedničari onih s kojima se tako postupalo (Heb 10,32-33)".
Povod za pisanje je sprečavanje krivovjerja, priklanjanje krivim učenjima: "čvrsto se držimo vjere (Heb 4,14)". Ta kršćanska zajednica se sastojala od Hebreja (Židova). Nakon početnog oduševljenja, splasnuo je zanos novih kršćana pa je postajala opasnost, da se okrenu od kršćanstva i vrate starim židovskim običajima iz čežnje za prošlošću. Poslanica poručuje, da je Bog po Svome Sinu, Isusu Kristu sazdao svijet (Heb 1,2) i način kako se dogodilo: "Vjerom spoznajemo da su svjetovi uređeni riječju Božjom tako te ovo vidljivo ne posta od nečega pojavnoga (Heb 11,3)". Uspoređuje se Stari zavjet (kojeg su Hebreji odlično poznavali) s Novim zavjetom. Pisac ih uvjerava, da je Novi zavjet iznad Staroga, kroz usporedbu Isusa Krista u odnosu na anđele (Heb 1,5 - 2,18), Mojsija i Jošuu (Heb 3,1 - 4,16). Isus je nadmoćan njima te je "proglašen od Boga Velikim svećenikom po redu Melkisedekovu (Heb 5,10). Isusovo svećenstvo je snažnije od svećenstva levita po rodu Aronovu (u Starom zavjetu). U poslanici se jako često citira Stari zavjet. Na kraju poslanice su poticaji, ohrabrenja i pozdravi.